# Parafia św. Franciszka z Asyżu w Świsłoczy
Parafia św. Franciszka z Asyżu w Świsłoczy – rzymskokatolicka parafia znajdująca się w Świsłoczy, w diecezji grodzieńskiej, w dekanacie Brzostowica Wielka, na Białorusi. Parafię prowadzą ojcowie franciszkanie.

## Historia

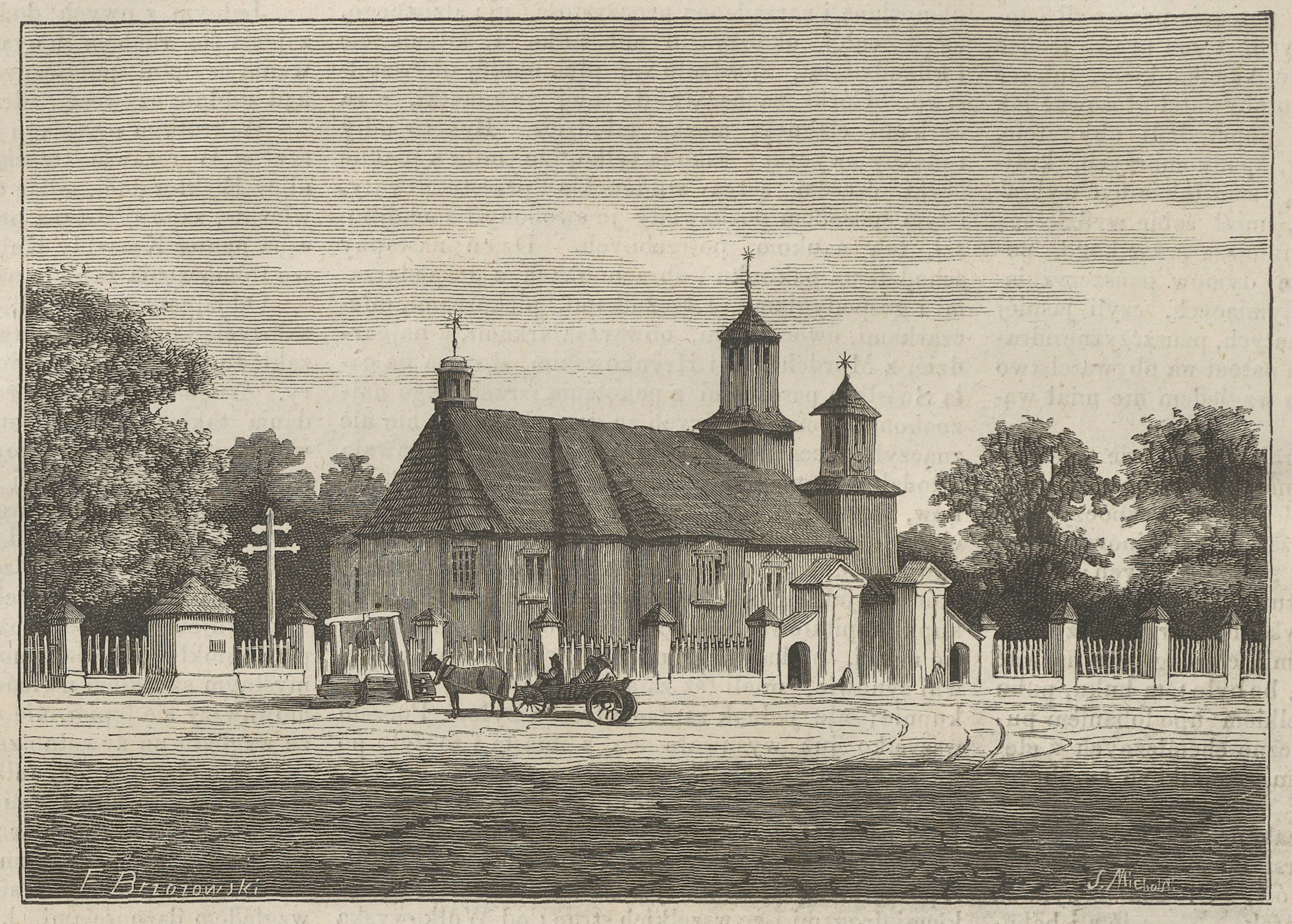
Dawny kościół pw. Trójcy Przenajświętszej według rys. Feliksa Brzozowskiego

Pierwszy kościół w Świsłoczy powstał w 1550 z fundacji prywatnej. W czasach reformacji odebrany katolikom przez kalwinów, działał jako zbór. W 1630 świątynię zwrócono katolikom. W 1666 z fundacji podskarbiego wielkiego litewskiego Hieronima Kryszpina-Kirszenszteina powstał nowy, drewniany kościół pw. Trójcy Przenajświętszej.
W latach międzywojennych parafia nosząca wówczas wezwanie Trójcy Przenajświętszej leżała w archidiecezji wileńskiej, w dekanacie wołkowyskim. Posiadała kaplice filialne w Kraśnym oraz w Świsłoczy pw. Świętego Anioła Stróża. W 1939 liczyła prawie 4000 wiernych.
W 1941 odebrano parafii kaplicę cmentarną, w której urządzono cerkiew prawosławną, działającą w niej do dziś. 13 lipca 1943 w lesie w pobliżu miasteczka Niemcy rozstrzelali proboszcza świsłockiego ks. dr. Józefa Kozłowskiego. W czasie wojny spłonął kościół parafialny, a kaplica pw. św. Anioła Stróża została zniszczona po wojnie. W czasach komunizmu parafia nie działała.
1 maja 1990 r. administrator apostolski diecezji mińskiej bp Tadeusz Kondrusiewicz przekazał parafię w Świsłoczy franciszkanom. W latach 1991–1994 zbudowano kościół, który 2 października 1994 konsekrował abp Zenon Grocholewski.